# カシート
カシート（ポルトガル語: Caxito）はアンゴラの都市である。ベンゴ州の州都である。

## 地理
ダンデ川沿いに位置する。

## 交通

### 道路
- 国道225号 (アンゴラ)（ポルトガル語版）（EN-225） Funda ～ Camissombo

## ギャラリー

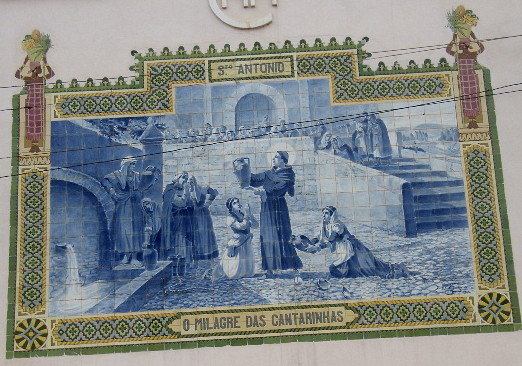
アズレージョ